# Kevin O'Shea
Kevin Christopher O'Shea (San Francisco, California; 10 de julio de 1925-Sonoma, California; 21 de febrero de 2003) fue un jugador de baloncesto estadounidense que disputó 3 temporadas en la NBA, y una más en la ABL. Con 1,88 metros de estatura, jugaba en la posición de base.

## Trayectoria deportiva

### Universidad
Jugó durante cuatro temporadas con los Fighting Irish de la Universidad de Notre Dame, en las que promedió 11,7 puntos por partido. Fue el único jugador de Duke en haber sido elegido All-American durante todas sus temporadas en el equipo, las últimas tres de forma consensuada.

### Profesional
Fue elegido en la undécima posición del Draft de la NBA de 1950 por Minneapolis Lakers, donde jugó una temporada como suplente de Bob Harrison, promediando 4,3 puntos, 2,0 rebotes y 1,6 asistencias por partido. Al año siguiente fichó por Milwaukee Hawks, siendo traspasado a mitad de temporada a Baltimore Bullets, donde protagonizó, junto con otros cuatro compañeros, el único partido de la historia de la NBA en el que un equipo juega con sólo cinco jugadores sin sustituciones. Tras una temporada más con los Bulllets, dejó la liga para ir a jugar con los Wilkes-Barre Barons de la ABL, actuando sólo en cuatro partidos antes de decidir retirarse. En sus tres años en la NBA promedió 5,2 puntos y 2,3 rebotes por partido.

## Estadísticas de su carrera en la NBA

### Temporada regular
| Temp.   | Edad | Equipo      | Liga | P   | TIT | MIN  | TC  | TCA | %TC  | 3P | 3PA | %3P | TL  | TLA | %TL  | R.OF. | R.DEF. | REB | ASIS | ROB | TAP | PER | FP  | PTS |
| 1950-51 | 25   | Minneapolis | NBA  | 63  |     |      | 1.4 | 4.2 | .326 |    |     |     | 1.5 | 2.1 | .724 |       |        | 2.0 | 1.6  |     |     |     | 1.6 | 4.3 |
| 1951-52 | 26   | TOTAL       | NBA  | 65  |     | 26.5 | 2.4 | 7.2 | .328 |    |     |     | 2.2 | 3.2 | .686 |       |        | 3.1 | 2.6  |     |     |     | 2.7 | 6.9 |
| 1951-52 | 26   | Milwaukee   | NBA  |     |     |      |     |     |      |    |     |     |     |     |      |       |        |     |      |     |     |     |     |     |
| 1951-52 | 26   | Baltimore   | NBA  |     |     |      |     |     |      |    |     |     |     |     |      |       |        |     |      |     |     |     |     |     |
| 1952-53 | 27   | Baltimore   | NBA  | 46  |     | 14.0 | 1.5 | 4.1 | .376 |    |     |     | 1.0 | 1.8 | .593 |       |        | 1.7 | 1.9  |     |     |     | 1.8 | 4.1 |
| Total   |      |             | NBA  | 174 |     | 21.3 | 1.8 | 5.3 | .337 |    |     |     | 1.7 | 2.4 | .680 |       |        | 2.3 | 2.1  |     |     |     | 2.0 | 5.2 |

### Playoffs
| Temp.   | Edad | Equipo      | Liga | P | MIN | TCA | TC | 3PA | 3P | TLA | TL | R.OF. | REB | ASIS | ROB | TAP | PER | FP | PTS | %TC  | %3P | %FT  | MIN | PTS | REB | AST |
| 1950-51 | 25   | Minneapolis | NBA  | 5 |     | 1   | 7  |     |    | 3   | 4  |       | 5   | 1    |     |     |     | 8  | 5   | .143 |     | .750 |     | 1.0 | 1.0 | 0.2 |
| Total   |      |             | NBA  | 5 |     | 1   | 7  |     |    | 3   | 4  |       | 5   | 1    |     |     |     | 8  | 5   | .143 |     | .750 |     | 1.0 | 1.0 | 0.2 |

## Vida posterior
Tras retirarse, fue el cofundador de una compañía de seguros en San Francisco, donde trabajó hasta su jubilación en 1992. Fue uno de los precursores de una frustrada campaña para reivindicar el cobro de pensiones para exjugadores de la NBA. Falleció en febrero de 2003, a los 77 años de edad.